# Jacques Lagniet
Jacques Lagniet, dit aussi Jacques Lagnier, Jacques L'Agniet ou encore Jacques Laignet, né vers 1600 ou 1620 à Paris et mort dans cette même ville le 10 avril 1675, est un graveur sur cuivre, caricaturiste, éditeur et marchand d'estampes et de cartes géographiques français. Il se spécialise tout particulièrement dans les estampes populaires à visée satirique et humoristique. 

## Biographie
Parisien, il s'est établi dès 1647 et jusqu'en 1650 au moins rue Saint-Martin, paroisse Saint-Nicolas-des-Champs. Il s'installe ensuite près de For-l'Évêque, sur le quai de la Mégisserie où il reste jusqu'à sa mort en 1675. 
Nicolas Guérard (vers 1648-1719) travaille un temps dans son atelier. Il est considéré comme son successeur dans le domaine de la gravure de moralités et de proverbes. 

## Production éditoriale
Jacques Lagniet est actif dans plusieurs domaines de l'édition. 

### Les cartes militaires et  les plans géographiques
Il publie notamment de nombreuses cartes militaires et plans géographiques parmi lesquels on retrouve : 
- Carte Generalle de France Avec ses Acquisitions tant en Allemagne, Lorraine, Pays-Bas qu'en Espagne et Italie (1670) (consulter en ligne)
- Cours de la Loire et duché d'Anjou. Par le Sr. du Val, geog[raphe] du Roy (1668) (consulter en ligne)
- Description exacte et particulière des costes et havres de Bayonne, St Jean de Luz, Labour, Fontarabie et lieux circonvoisins (consulter en ligne)
- L'Afrique, par le Sieur Du Val, Géographe ordinaire du Roy (consulter en ligne)

### Les romans picaresques

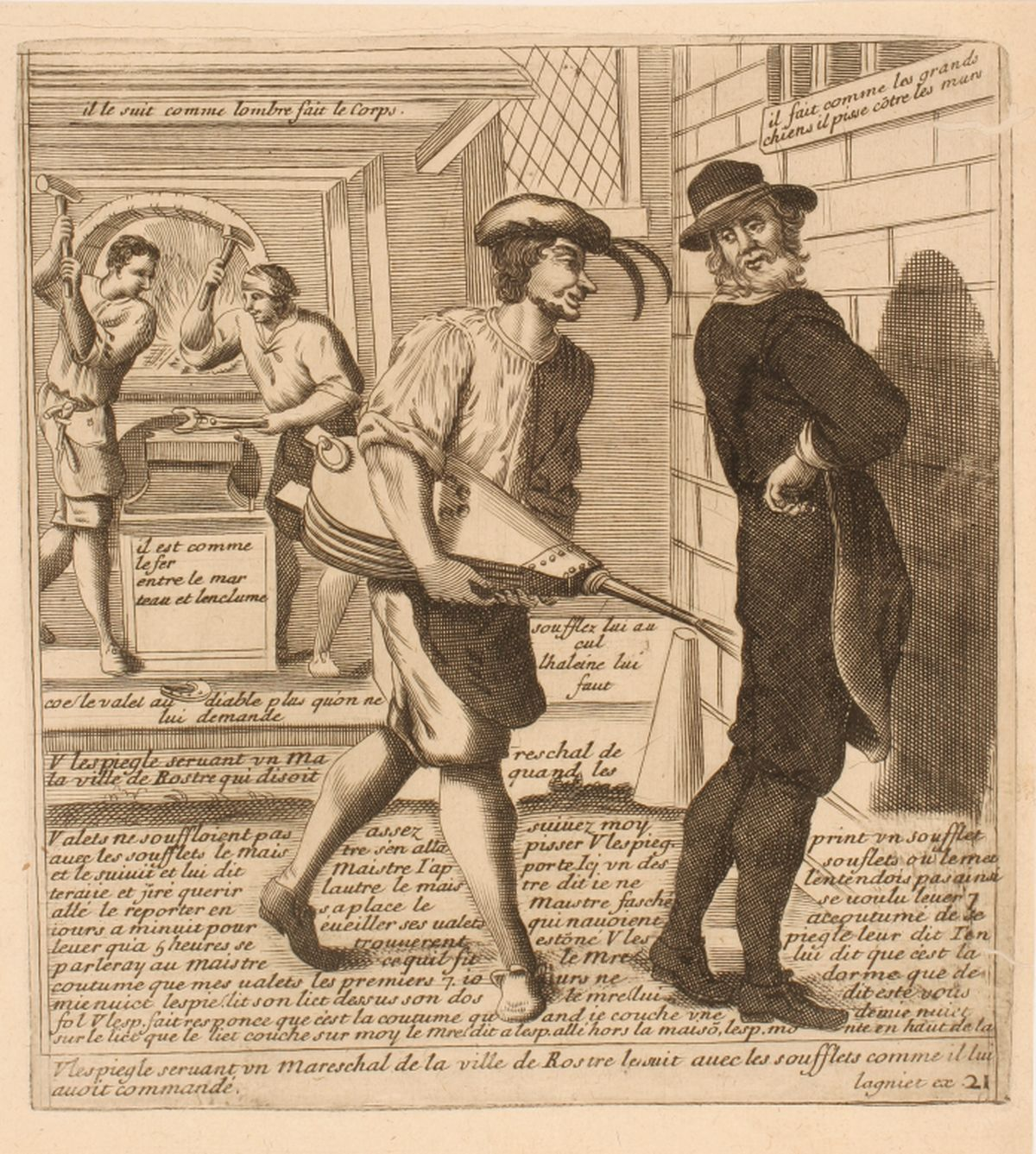
Gravure illustrant l'« Histoire de la vie de Tiel Wlespiegle » dans une édition du Recueil des Proverbes de 1663.

Il publie également des éditions illustrées de romans populaires à dimension comique en s'associant notamment aux graveurs Jérôme David (1605?-1670?) et Pierre Richer (16..?-16..?). On compte : 
- Les Advantures du fameux chevalier Don Quixot de la Manche et de Sancho Pansa son écuyer (consulter en ligne), publié en 1650 chez Boissevin, « rue petit pont au chaudron ». C'est un volume comprenant 38 gravures réalisées par Jérôme David et lui-même[4] d'après le texte de Cervantes.
- La Vie de Tiel Wlespiegle (consulter en ligne), tirée des aventures de Till l'Espiègle.
- L'Histoire comique de Francion (consulter en ligne).
- L'Aventurier Buscon.

### Recueil des plus illustres proverbes
Il est surtout connu pour avoir édité le Recueil des plus illustres proverbes. Ce dernier se compose de 123 planches émaillée de proverbes, de dictons, de termes grivois et d'autant de langages issus de la classe populaire de l'époque,. Il est divisé en trois parties d'une quarantaine de planches chacune :   
- Les Proverbes moraux,
- Les Proverbes joyeux,
- La Vie des gueux en proverbes.

Édite vers 1663, il contient des gravures produites entre 1657 et 1663 et d'autres paraissant antérieures par leur style et leur façon de caricaturer les espagnols. 
De plus, certaines éditions du Recueil des plus illustres proverbes contiennent également des gravures de ses précédents travaux d'éditions de romans picaresques (L'Aventurier Buscon, L'Histoire comique de Francion, Les Advantures du fameux chevalier Don Quixot de la Manche et de Sancho Pansa son écuyer, La Vie de Tiel Wlespiegle). Celles-ci se rapprochent de l'illustration comique de proverbes par leur aspect populaire et comique. 
Outre les quelques gravures de Lagniet, ce dernier s'associe avec des artistes avec lesquels il a l'habitude de travailler comme Jérôme David ou encore des graveurs tels qu'Esme Boulonnois, Louis Richer ou peut-être Gabriel Ladame qui se cacherait derrière les initiales "GD" d'après Vanessa Selbach, conservatrice à la Bibliothèque nationale de France. 
Les recueils de proverbes sont particulièrement édités dans les années 1640-1650. Mêlant messages moralisants et humour grivois, ils portent un regard critique sur des sujets comme la médecine, la justice, la femme, ou encore certaines inégalités et injustices sociales. Ce sont ainsi des sources particulièrement précieuses pour les historiens puisqu'elles permettent de comprendre les mœurs et les mentalités de l'époque. Jacques Lagniet a d'ailleurs été étudié dans plusieurs thèses d'histoire sociale telles que celle de Charlotte Fuchs (2018) sur la figure de la mégère au XVIIe siècle ou encore celle de Matthieu Lecouttre (2010) sur l'ivrognerie aux XVIe et XVIIe siècles. 

Proverbes à visée de satire sociale
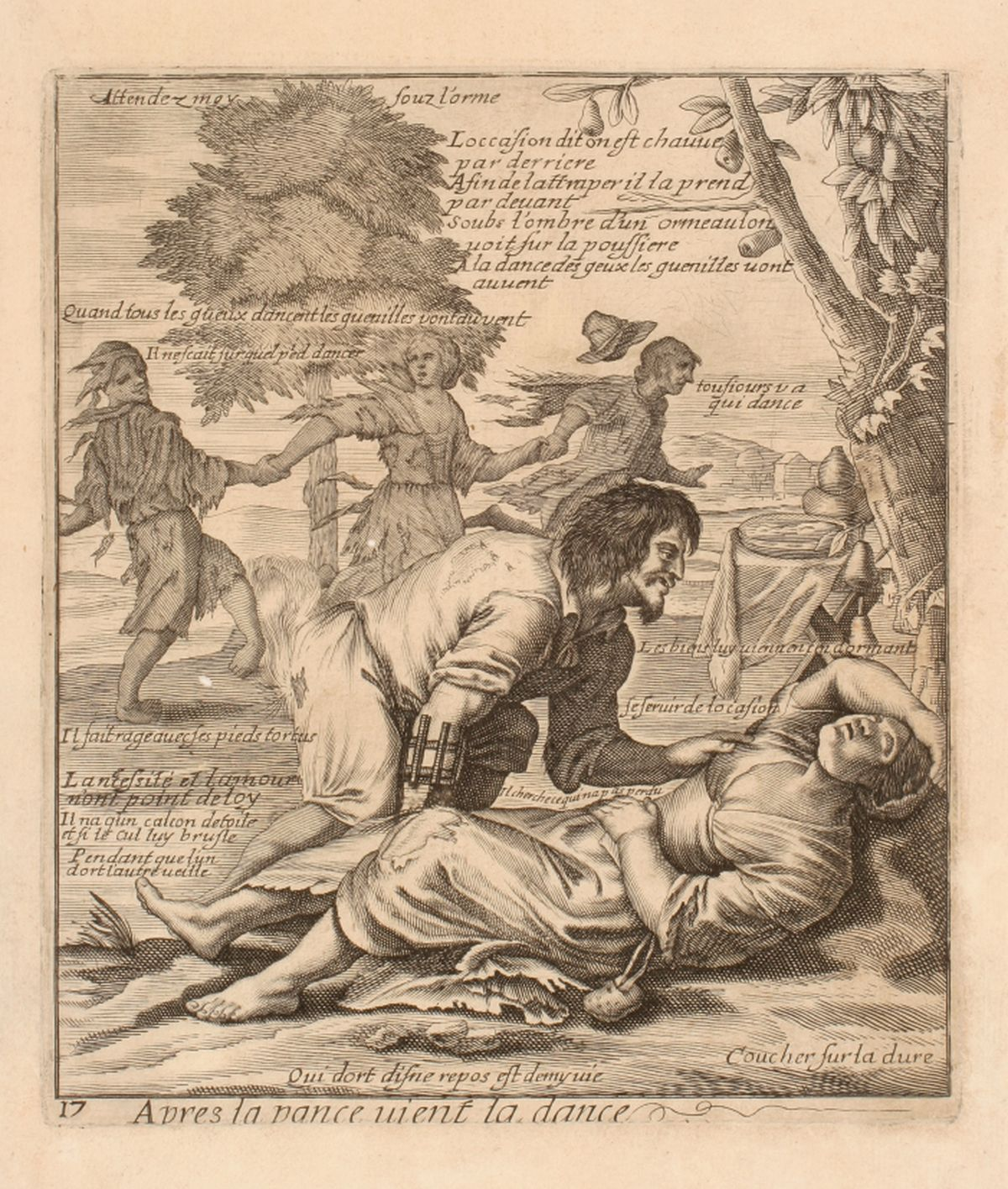
"Apres la pance uient la dance", gravure à l'eau forte, 19,8 x 17,3 cm, Nancy, Musée des beaux-arts
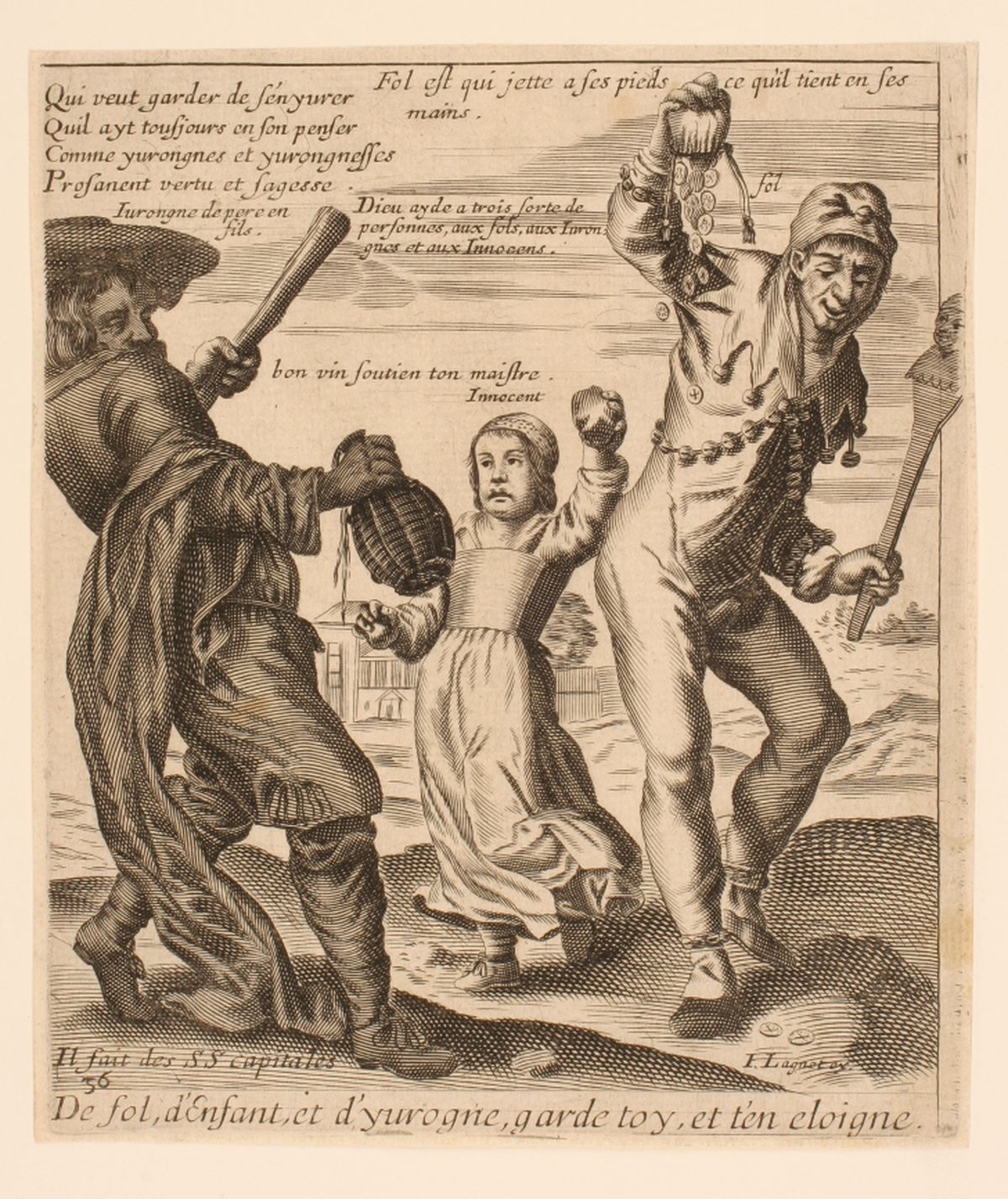
"De fol, d’Enfant, et d’yurogne, garde toy, et t'en eloigne", gravure à l'eau forte, 19,8 x 16,5 cm, Nancy, Musée des beaux-arts
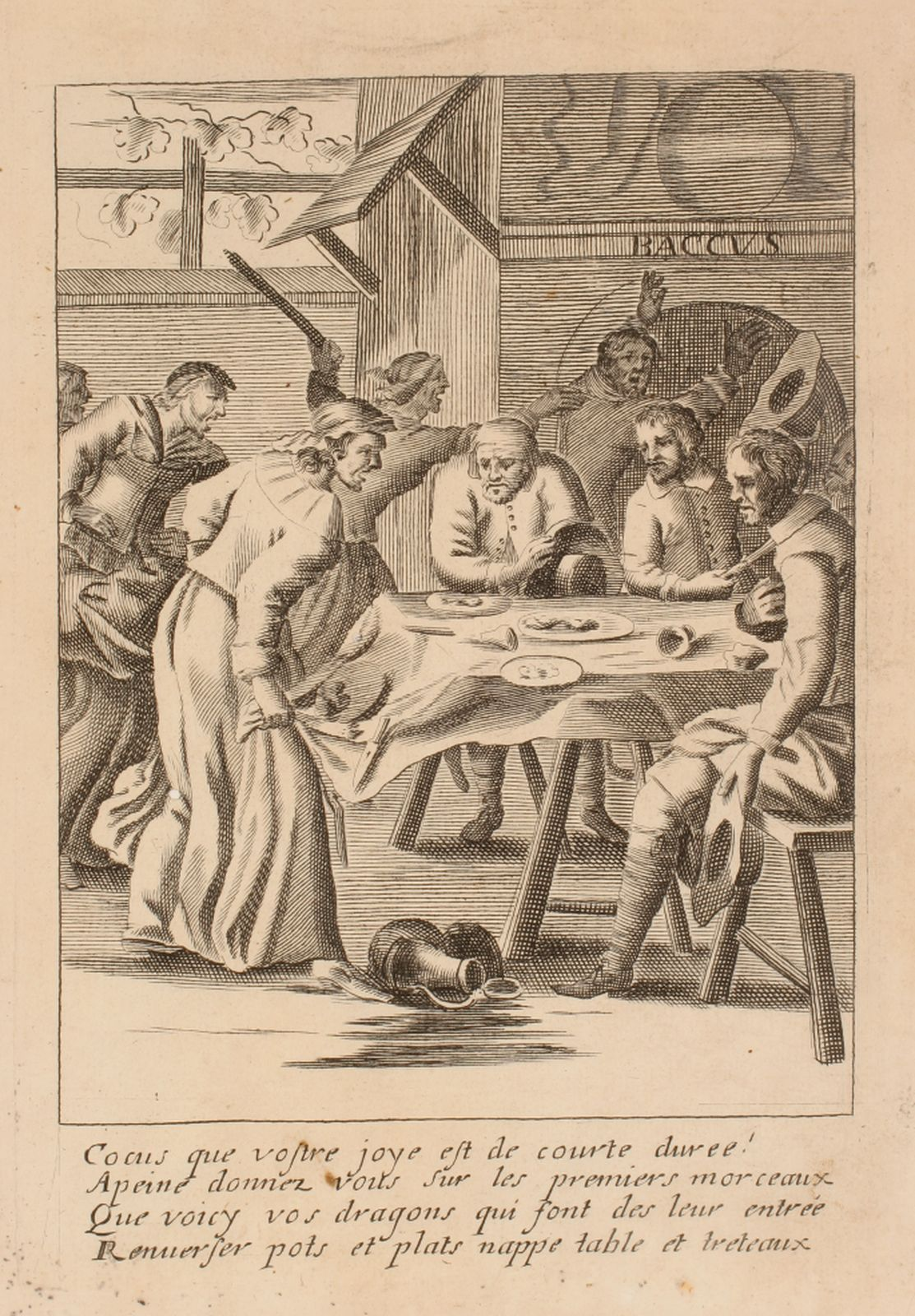
"Cocus que vostre joye est de courte duree !", gravure à l'eau forte, 14,1 x 20,4 cm, Nancy, Musée des beaux-arts
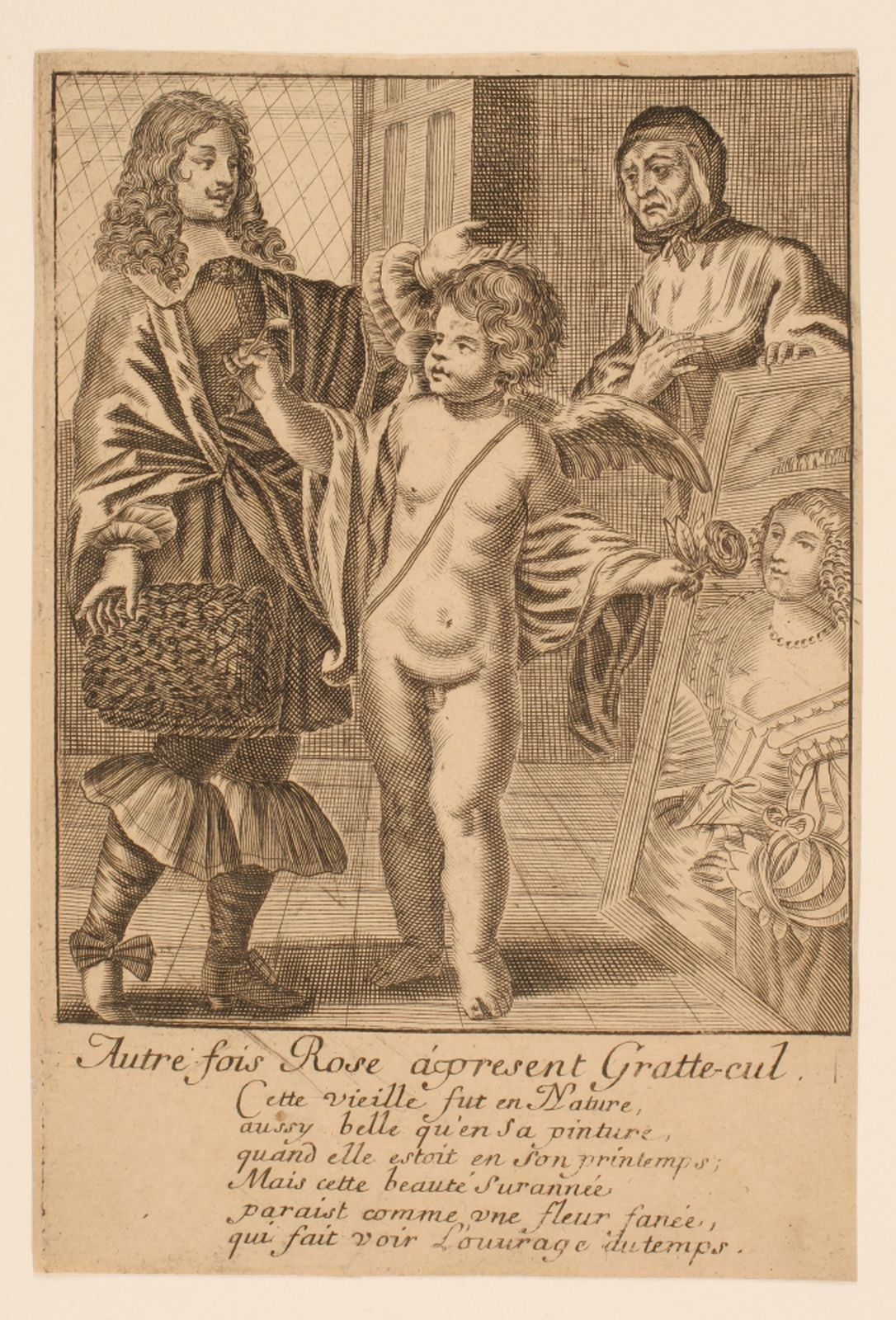
"Autre fois rose à présent Gratte-cul", gravure à l'eau forte, 19,2 x 12,9 cm, Nancy, Musée des beaux-arts
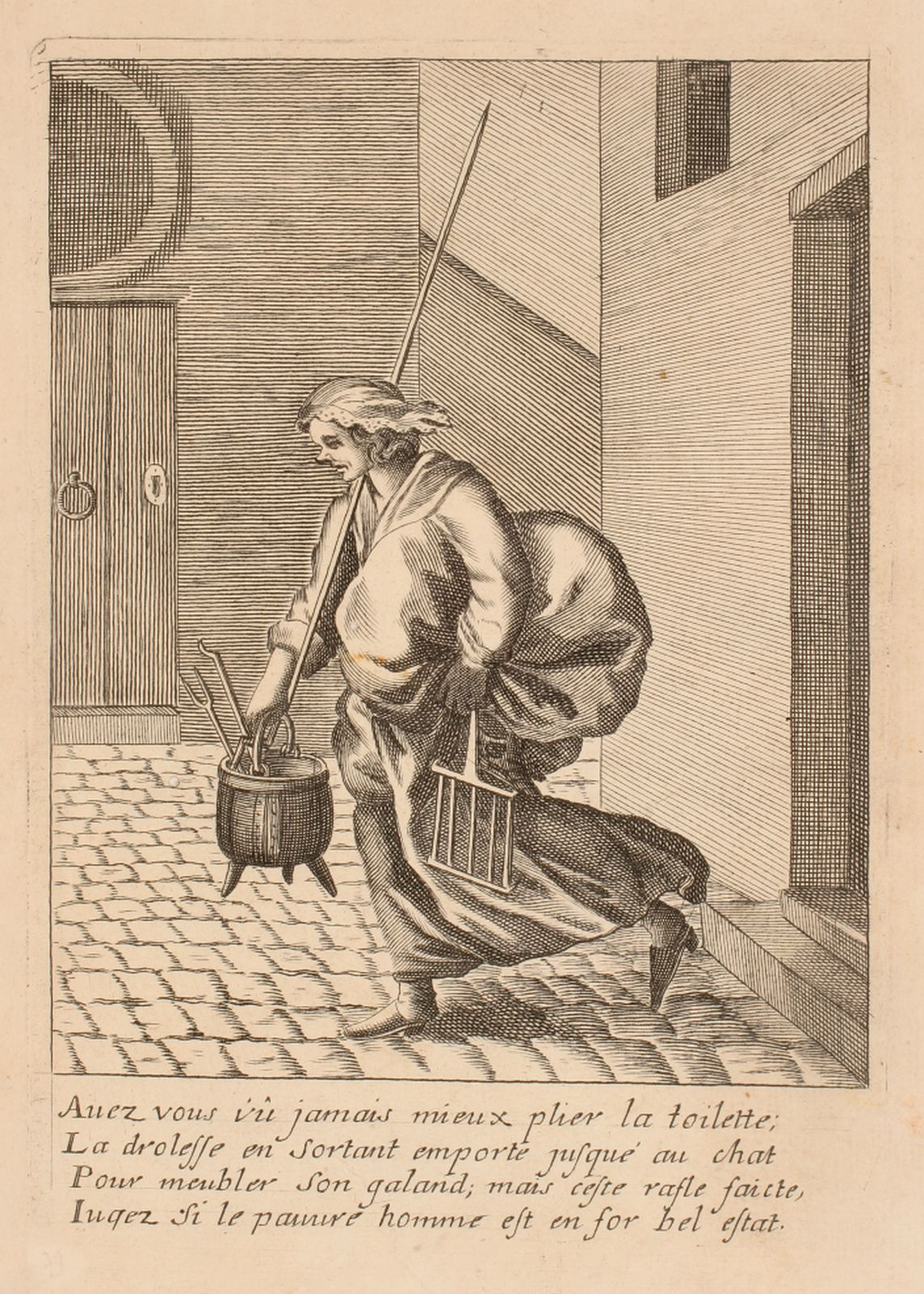
"Auez vous vû jamais mieux plier la toilette", gravure à l'eau forte, 20,4 x 14,1 cm, Nancy, Musée des beaux-arts
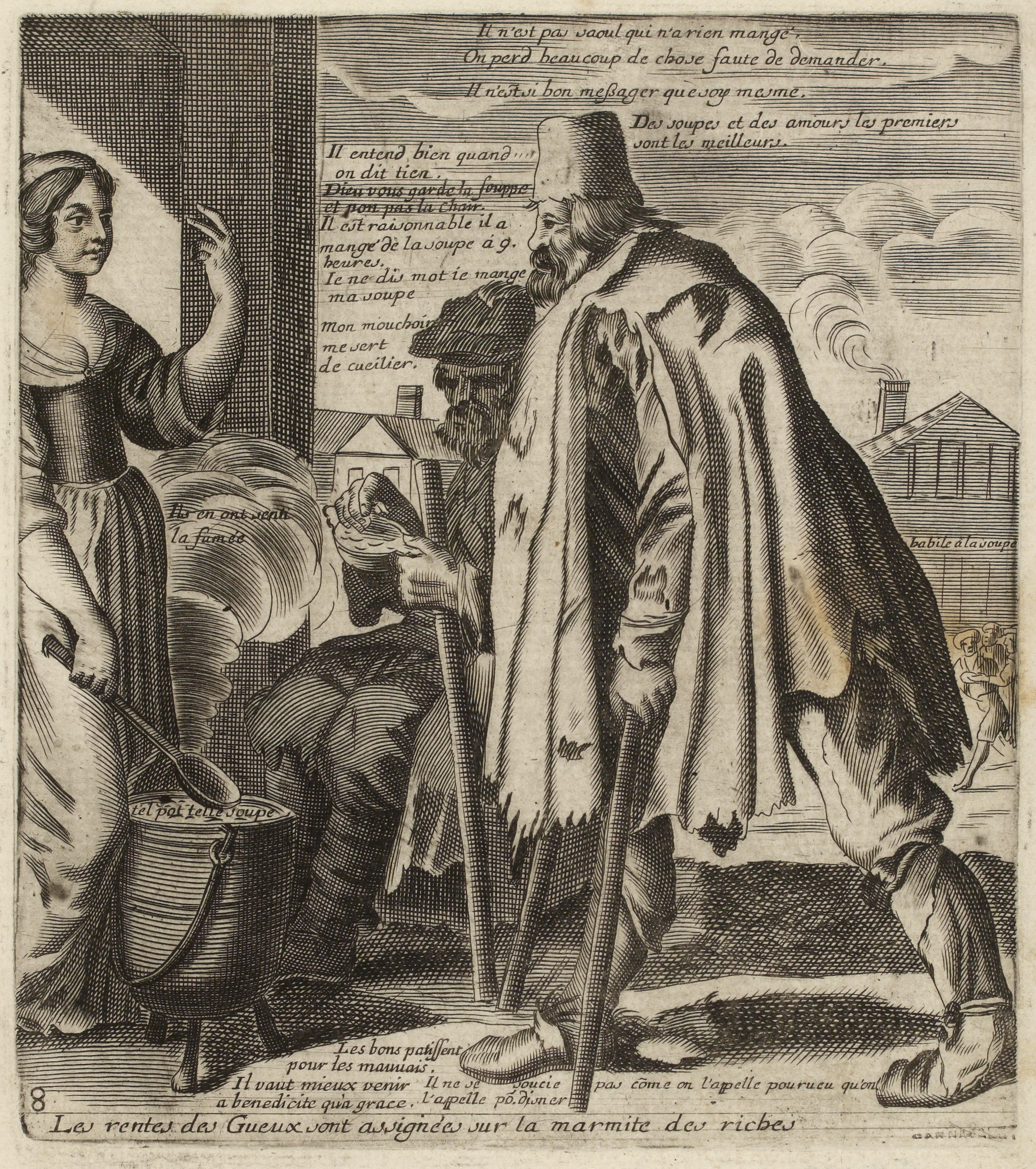
"Les rentes des Gueux sont assignées sur la marmite des riches", gravure à l'eau forte

D'un point de vue stylistique, les graveurs semblent avoir puisé leurs modèles du côté des graveurs flamands (Peeter Van der Borcht par exemple). 

## La gravure populaire auXVIIesiècle
Après la période de la Fronde et ses multiples caricatures à visées politiques, Louis XIV et Colbert encadrent de près les professions de l'estampe afin de contrôler les messages politiques qui circulent en France. La caricature et les autres genres d'estampes satiriques se font donc plus rares. 
Jacques Lagniet est aujourd'hui la figure la plus connue dans le domaine de la gravure populaire au XVIIe siècle.